# Bloemenwijk (Zulte)
De Bloemenwijk is een wijk in de Belgische gemeente Zulte. De buurt bevindt zich aan de zuidrand van het centrum, ten oosten van de Ellegemwijk en ten noorden van de Biriwi. Kenmerkend voor deze woonwijk is dat alle straten vernoemd zijn naar een bloem; waar het de naam aan te danken heeft.
Belgische gemeenten · Arrondissement Gent · Oost-Vlaanderen · Vlaanderen